# 超時空要塞系列年表
以下皆為Macross系列作品的虛構歷史，主要以日本Studio Nue與河森正治承認及公開的年表為主。近年《Macross Ace》的「超時空歷史年表」，以及「30週年Macross超時空展覽會」的「Macross History」已將《超時空要塞II：再愛一次》相關歷史整合納入。

## 宇宙形成
- BC20,000,000,000年 大霹靂發生，產生數個平行宇宙。
- BC1,000,000年 第一個有智能的生命體誕生；其中一個平行宇宙也誕生純精神能量的生命體スピリチア。
- BC500,000年 智能生命體逐漸發展出文化並建立文明，後世研究稱為「原始文化」（プロトカルチャー）。

## 原始文化歷史
- PC1年 原始文化年表開始。
- PC2400年 原始文化開始第一次宇宙移民（次光速航法）[註 1]。
- PC2500年 傑特拉帝人開始量產並做為宇宙移民船團之武力及勞動來源，對拓展原始文化勢力圈而作出貢獻[註 1]。
- PC2700年 研發出超光速航法Space Fold，並利用其進行第二次原始文化宇宙移民。
- PC2800年 原始文化已在宇宙中70%的星球殖民，為因應星球間的共融和協調而創立星際共和體制，積極進行宇宙間新生命體的播種。
- PC2860年 過度擴張的星際共和國爆發內部糾紛，相爭情形加劇、逐漸一分為二[註 1]。
- PC2865年 為強化內戰實力，其中一方開始在一顆冰封的先進科學行星（即後來人類發現並殖民的3198XE第4行星）上計劃研究新式的傑特拉帝人，意圖將傑特拉帝人強化為不需要依賴船艦而能在宇宙間行動，但最後此計劃因能量方面的技術瓶頸而被迫中止。
- PC2868年 發現平行宇宙，並在其中一個平行宇宙（即是後來地球人所處的宇宙）發現某種能源能提供新式傑特拉帝人計劃，開始派出研究船對此宇宙進行探索。
- PC2870年 一艘研究平行宇宙的研究船在極偏遠的星系發現一顆適合建立新生命體的星球（即是後來的地球），為了替將來的移民計劃鋪路，於是以原始文化基因進行遺傳改造，培育亞原始文化物種（與傑特拉帝人相同做為原始文化的附庸）並建立自動化研究設施（即後來的遺跡）；研究船在返航回到原本宇宙的途中遭到另一陣營發現並進行攻擊而毀滅，亞原始文化物種（人類）的相關紀錄就此湮滅。
- PC2871年 導入新能源而研發完成新式傑特拉帝人命名為「艾比爾」（エビルシリーズ），因威力過於強大擔心暴走而沒有輸入任何意識，卻在開始進行完整測試時遭到スピリチア生命體侵入，結合了スピリチア精神能源的「艾比爾」變的更為強大，而スピリチア必須不斷吸收其他的精神能源才能生存，故而以冰封的先進科學行星為根據，開始對四周的原始生命和傑特拉帝人洗腦並備軍（稱為監察軍）積極侵略，因為會吸取精神能量而導致生命體衰弱死亡如同惡魔一般，原始文化將其取名為「原始文化惡魔」，同時停止內戰意圖消滅「原始文化惡魔」，但因為「艾比爾」本身即擁有比傑特拉帝人還強大的戰鬥力，加上傑特拉帝人內建「不得對原始文化人種動武」的限制而無法對監察軍中遭到洗腦的原始文化人種開火，導致戰線節節敗退甚至連參戰傑特拉帝人也遭到洗腦，無計可施的原始文化不得不解除所有傑特拉帝人的「不得對原始文化人種動武」限制，戰狀因此而有所改善，但相對的原始文化也遭到空前的破壞。
- PC2872年 「原始文化惡魔」出現的九個月之後，原始文化含附屬生命體超過85%被消滅。
- PC2873年 監察軍內部遭到洗腦及吸收精神能源的生命體逐漸死亡，使得「原始文化惡魔」依賴的精神能源不足而使監察軍漸漸敗退，殘存的原始文化勢力決定利用一種能對抗「原始文化惡魔」的生命アニマスピリチア進行最後決戰，終於成功的將「原始文化惡魔」封印於冰封的先進科學行星，稱為「原始文化惡魔封印之戰」。
- PC2875年 「原始文化惡魔封印之戰」後原始文化受到毀滅性的破壞，傑特拉帝人繼續掃蕩殘存的監察軍並持續了約兩萬年的全宇宙規模戰爭，同時解除限制的傑特拉帝人也不再受控制而開始攻擊原始文化。
- PC3000年 原始文化星際共和國瓦解。
- PC5000年 遭到傑特拉帝人攻擊的原始文化僅剩下極少數的邊境星球、殖民地、船隊。
- PC25000年 原始文化終於被其自身創造的生命所消滅，離人類的AD元年還有五十萬年。

## 地球歷史
- AD1945年 人類首次實用核武器
- AD1969年 阿波羅11號達成人類首次登月。
- AD1981年 人類首艘太空梭哥倫比亞號首次飛行。
- AD1998年 核融合反應實驗首次達成輸出大於輸入且持續、平穩的能量，開始實用化。
- AD1999年
  - 7月 超大型隕石墜落在南亞塔利亞島（南アタリア島），經調查後確認為外星人的宇宙船而定名為ASS-1（Alien Starship 1），但是封鎖消息對外表是含多量金屬元素直徑三公里的隕石；而受到墜落時強大的衝擊波影響導致墜落軌道地區都受到嚴重傷害，同時世界各地均發生氣候異常及大饑荒。
  - 8月 聯合國調查團宣布開始南亞塔利亞島為聯合國管轄區域，同時派出調查團進行精密的調查及研究。
  - 12月 研究團確定ASS-1為外星人的戰鬥船艦，此種外星人身高約為人類的五倍。地球統合政府設計草案開始。

### 第一次統合戰爭時期
- AD2000年
  - 3月 日美俄德英法六國共同出資成立OTEC機關（オーテック）專門研究ASS-1上遺留的外星科技（Over Technology of Macross，簡稱OTM科技）。
  - 4月 運用OTM科技開始研發對巨人用作戰系列兵器，開始開發VF系列（Variable Fighter）。
  - 6月 公開外星人存在的事實（但外星人體型依舊保密），由聯合國主導提議：超越國家之間文化的差異，整合世界現有國家，組成地球統合政府（U.N.Government）。
  - 7月 以蘇聯、華約集團及以色列為首組成反統合同盟軍，主張應重視各國之間文化的差異反對統合政府，並與聯合國軍發生衝突，逐漸演變成全面戰爭，後世稱為第一次統合戰爭。
  - 10月 在月球的寧靜海地區開始建設大型基地「阿波羅」。
- 2001年
  - 1月 地球統合政府成立，首位首相哈藍.Ｊ.尼布（ハーラン・J・ニーブン）就任，並建立地球統合軍。
  - 2月 以OTEC為中心開始修理改造外星戰艦，並同時改名為SDF-1（Super Dimension Fortress）。
  - 3月 OTEC成功研發出新材質。
  - 5月 在拉格朗日点L5開始建造大型工業宇宙站。
  - 7月 南亞塔利亞島開始引入民間人員進行作業；開始建立火星「莎菈」（サラ）基地。
- 2002年
  - 3月 巨大加農炮系統（グラント・キャノンシステム）理論完成。
  - 5月 在阿拉斯加建造對外星戰爭用地球統合軍本部，同時在此建造巨大加農炮系統1號。
  - 7月 反統合軍攻擊南亞塔利亞島，第一次南亞塔利亞島防衛戰，指揮官為早瀬隆司准將（早瀬未沙的父親）。
  - 11月 OTEC成功讓純地球製造的熱核反應爐突破臨界點。
- 2003年
  - 4月 L5大型工業宇宙站開始建造宇宙驅逐艦及宇宙航空母艦。
  - 7月 開始研發VF-2。
  - 11月 月面「阿波羅」基地開始建造船地球生產的宇宙戰艦SDF-2。
- 2004年
  - 1月 OTEC研發出反應彈。
  - 2月 反應彈在月面爆炸實驗成功。
  - 3月 開始在澳洲建造巨大加農炮系統2號。
  - 10月 於非洲建設巨大加農炮系統3號。
  - 12月 將反應彈配置於各巨大加農炮系統周邊防禦工事。
- 2005年
  - 1月 發生第二次南亞塔利亞島防衛戰。
  - 3月 宇宙驅逐艦奧伯特級（オーベルト級）1號艦服役，宇宙統合軍（U.N.SPACY）成立。
  - 4月 哈藍.Ｊ.尼布遭到暗殺，由羅柏特.Ａ.萊斯利克（ロバート・Ａ・ライスリンク）繼任。
  - 7月 美國本土遭到奇襲戰。
  - 8月 火星基地撤退。
  - 9月 反統合軍劫持一艘宇宙驅逐艦並擊破火星歸來的船團，統合軍使用反應彈擊沉遭劫持的驅逐艦，為人類史上第一次將反應彈運用於實戰。
  - 11月 反統合軍對巨大加農炮系統2號進行報復攻擊並破壞。CVS-101普羅米修斯攻擊航空母艦（プロメテウス）下水服役。
- 2006年
  - 3月 於月球北極附近建設加農炮系統4號。
  - 4月 CVL-111代達羅斯強襲登陸艦（ダイダロス）下水服役。
  - 5月 第三次南亞塔利亞島防衛戰。
  - 6月 人型兵器MBR-04系列開始量產。
  - 10月 俄國使用戰略核武器。
  - 11月 南亞塔利亞島防衛戰結束。
- 2007年
  - 1月 反統合同盟軍投降，第一次統合戰爭結束；部分反統合部隊拒絕投降繼續反抗。為培育操作SDF-1的人員而於南亞塔利亞島設立訓練中心。
  - 2月 VF-X1原型機開始試飛。
  - 3月 代達羅斯強襲登陸艦開始配備人形兵器。
  - 5月 於南美建造加農炮系統5號。
  - 8月 阿姆德宇宙航空母艦（宇宙空母アームド）（ARMD）1號服役。
- 2008年
  - 7月 於南太平洋瑪雅島（マヤン）發現外星人遺跡，統合軍派遣特遣艦隊前往回收，得知消息的反統合軍殘黨也派出艦隊前往，意圖搶先回收遺跡中的科技以扳回局勢，雙方均首次派出VF-0與SV-51參與戰鬥，之後爆發「鳥の人」事件，反統合勢力近乎瓦解；戰後統合政府封鎖消息；直到2059年才於Macross Frontier船團將此戰役拍成電影（Macross Frontier第10集）。
  - 11月 VF-1戰機開始量產。

### 第一次宇宙戰爭時期
- AD2009年
  - 1月 SDF-1命名為馬克羅斯（マクロス）（Macross）
  - 2月 SDF-1舉行啟航宇宙典禮，傑特拉帝軍ブリタイ艦隊正在附近星系搜索監察軍蹤跡，偶然探測到監察軍炮艦（就是ASS-1）的反應，於是超光速（Fold）出現在太陽系，卻啟動了ASS-1內隱藏的陷阱而自動對ブリタイ艦隊發射主砲，第一次宇宙戰爭就此爆發，SDF-1(ASS-1)進行超光速跳躍卻失誤到達冥王星軌道，且超光速系統無故失蹤，只好以正常航行方式開始返回地球。
  - 3月 SDF-1艦內設立小型市街；因戰鬥第一次變型。地球方面ARMD-3服役。
  - 5月 ARMD-4及ARMD-5服役。
  - 8月 ARMD-6服役。
  - 10月 SDF-1到達火星並遭遇傑特拉帝軍進行戰鬥；SDF-1內部設立電視台。地球方面ARMD-7服役。
  - 11月 SDF-1乘員一条輝、早瀬未沙、柿崎速雄、馬克西米利安·吉納斯等四人遭到傑特拉帝軍捕獲，為地球人與傑特拉帝人第一次面對面接觸；林明美出道正式成為歌手；SDF-1回到地球，カムジン艦隊攻擊地球。
  - 12月 SDF-1的防禦系統失控，北美安大略自治區毀滅；SDF-1接到地球外出擊命令而再度出發。
- 2010年
  - 1月 SDF-1內放映電影「小白龍」；部分傑特拉帝人逃至SDF-1，其中的王牌飛行員米莉亞.法莉（ミリア・ファリーナ）還與地球人馬克斯米利安·吉納斯（マクシミリアン・ジーナス）舉行第一次跨種族的宇宙婚禮；VF-5開始研發。地球方面ARMD-8服役。
  - 2月 SDF-1與ブリタイ艦隊締結和平協定。ボドル・ザー擔心傑特拉帝軍被地球文化汙染而崩壞而決意毀滅地球，出動ボドル主力艦隊超越480萬艘戰鬥船艦，地球方面只有ARMD6艘和宇宙驅逐艦125艘應戰，5分鐘之內地球即遭到毀滅性攻擊，99%生命體當場灰飛煙滅，宇宙統合軍全滅，阿拉斯加地球統合軍本部也在稍後遭到毀滅。SDF-1同盟艦隊進行「林明美作戰」[2]，在林明美演唱「我的男朋友是飛行員」（私の彼はパイロット）歌聲中SDF-1同盟軍發進，並在「愛,還記得嗎」（愛・おぼえていますか）歌聲中多數傑特拉帝人受到文化感召而加入SDF-1方面，最後傑特拉帝主指揮中樞フルブス・バレンス要塞被特攻破壞，殘餘傑特拉帝方面艦隊超光速脫離，雙方均無力再戰。
  - 3月 多數傑特拉帝接受文化而投降，第一次宇宙大戰以人類方面型式上獲勝而結束；確認地球方面含防空壕、巨大加農砲3及5、月球阿波羅基地、衛星軌道上的殖民地、SDF-1內等約100萬人存活，為淨化地表實施「地球大氣浄化作戰」。
  - 4月 新統合政府成立，SDF-1艦長ブルーノ・J・グローバル為首任首相；實施傑特拉帝人教育計劃並針對自願者進行微小化。
  - 5月 馬克羅斯城市開始重建，地球生態復活計劃開始，利用原始文化的科技對地球生物進行大量複製。
  - 6月 月球阿波羅基地建造中的SDF-2變更設計為移民船並命名為メガロード01（MegaRoad）。
  - 12月 受損而迫降地表的ブリタイ旗艦修復，成為新統合宇宙軍1號艦，並由ブリタイ續接艦長擔負保護地球文化的重任。

## 銀河大移民時代
- 2011年
  - 3月 米莉亞與馬克斯生下第一個宇宙混血（女）兒コミリア。
  - 8月 因不適應地球生活與文化差距導致世界各地發生未微縮的傑特拉帝人暴動。
  - 10月 進行傑特拉帝自動工廠衛星奪取作戰。
  - 11月 傑特拉帝自動工廠衛星到達地球軌道。
- 2012年
  - 1月 カムジン反叛進行林明美人質作戰，第一次馬克羅斯市防衛戰。訂立人類宇宙移民計劃，分為兩方面

1. 利用改裝大型運輸船的近距離移民（解決地球的人口爆炸造成的資源不足問題）
2. 建造大型移民船進行超長距離移民（主要為保存種族延續）又稱「銀河播種計劃」

- - 2月 VF-4開始量產。
  - 8月 林明美告別地球演唱會。
  - 9月 メガロード01艦率第一次超長距離移民船團出發，一条未沙大佐（早瀨未沙婚後改姓）擔任艦長，並由一条輝少校擔任飛行大隊長，林明美及原宇宙统合军王牌部队骷髅中队隨船出發。メガロード02與03動工，之後以每年約兩艘的進度持續建造大型移民船團。

- 2013年
  - 4月 近距離移民船團開始分批出發，主要目的為搜尋距離太陽系100光年內可殖民的星球。
  - 11月 在距離太陽系約11.7光年的「格魯姆布里奇星系」（グルームブリッジ）發現可供移民的行星，將其命名為「伊甸」（エデン）並開始進行移民，後成為人類在太陽系外最大的據點，多次移民船團均改由此出發。
- 2014年 グローバル提督擔任統合政府代表任。第二、三次超長距離移民船團（メガロード02、03）出發，之後定期出發。
- 2016年
  - 1月 ブリタイ・クリダニク擔任統合宇宙軍司令官。
  - 7月 メガロード01船團在銀河中心附近失去聯絡，消息未被公開。
- 2017年 OTEC與其他數間製造公司合併成立了通用銀河公司。
- 2024年
  - 8月 熱氣巴薩拉誕生。
- 2025年 メガロード13移民船團在銀河中央附近星系發現可移民星球，命名為「巴洛塔」（バロータ）。
- 2028年 馬克斯升任少校，成為隱密級（ステルス）宇宙巡洋艦「春奈」號（ハルナ）的艦長。
- 2029年 米莉亞擔任「鷹巢」（イーグル・ネスト）空戰戰技教官，メガロード系列最後一批次メガロード30出航。
- 2030年
  - 4月 統合政府主席輔佐官救出作戰，馬克斯與米莉亞分別駕駛原型機YF-11初次實戰。
  - 9月 新マクロス級長距離超大移民船1號艦出航，成為第31次超遠距離移民船團，單次移民規模首次到達100萬人。
  - 11月 地球上的傑特拉帝人武裝暴動，爆發第二次Macross City防衛戰，事件過後判斷傑特拉帝人不適合居住於地球，因此開始禁止一般傑特拉帝人居住於地球（統合政府人員除外）。
  - 12月 遺傳基因病症患者增加，研判為濫用複製技術而導致，因此終止大量生物複製計畫。VF-11開始量產。
- 2031年
  - 2月 馬克斯夫婦的第七個孩子ミレーヌ誕生。描述第一次宇宙戰爭時與ボトルザー艦隊戰鬥的電影「愛、おぼえていますか」公開播映，其中講述的林明美愛情故事再度掀起林明美熱潮。
- 2038年 新マクロス級7號艦率領的第37次超長距離移民船團啟航，馬克斯擔任艦長，米莉亞擔任副艦長，艾可西多福爾摩（エキセドル・フォルモ）[註 2]擔任參謀。
- 2040年 統合軍於伊甸星上的新愛德華基地進行「超新星計畫」，由YF-19與YF-21競標試飛，其後發生了「夏濃的蘋果（日语：シャロン・アップル）」事件（シャロン・アップル）。
  - 第117號大規模調查船團接觸不明生物Vajra
- 2041年 正式採用YF-19為次世代主力戰鬥機並編號為VF-19。

- 2042年
  - 1月 馬克斯與米莉亞離婚。
  - 4月 經過選舉，米莉亞獲任City7的市長。
  - 12月 VF-22S獲得採用於特殊作戰用機。

## 巴洛塔戰役
- 2043年 定居於巴洛塔的メガロード13船團移民於同星系的3198XE第4行星發現在星球的永凍層下有不明能源，判斷為原始文化遺跡，於是在未知會統合政府的狀況下派出由諾夫·京特爾（イワーノ・ギュンター）率領的調查船團，並開始試圖中和防護力場，卻導致原始惡魔之一的ゲペルニッチ覺醒並以精神附著在諾夫·京特爾身上，並逐漸擴大控制了整個巴洛塔，意圖建立靈魂農場[註 3]。
- 2043年 蘭花·李（ランカ・リー）於2043年4月29日在第117調查船團誕生。
- 2045年
  - 3月 巴洛塔軍與Macross 7船團遭遇並發生戰鬥，統合軍將其定為「巴洛塔軍」（バロータ）[註 4]，Fire Bomber（ファイアーボンバー）的主唱熱氣巴薩拉（熱気バサラ）在戰場上高歌，巴洛塔敵後工作員入侵City7，造成「吸血鬼事件」（バンパイア）頻發生[註 5]，包括Macross 7船團上的許多航空戰鬥機隊人員也遭到襲擊。
  - 4月 Fire Bomber首張專輯『星球之舞』（プラネットダンス）（Planet Dance）問市；巴洛塔敵後工作員レイ・ラブロック受傷。
  - 5月 「林明美故事」（リン・ミンメイストーリィ）公映，米蓮·吉納斯（ミレーヌ・ジーナス）主演，馬克斯艦長與米莉亞市長親自參與演出。巴洛達敵後情報工作員將City7強制Fold跳躍，導致City7迷途而獨自在宇宙中漂流。
  - 6月 米莉亞市長遭到巴洛塔攻擊受傷；Macross 7船團對巴洛塔艦隊發動強襲，Battle7首次變型為強攻型並發射Macross Cannon（マクロスキャノン），巴洛塔兵イリーナ早川被俘擄，研究後發現巴洛塔兵的真實身分為遭到洗腦的地球人與傑特拉帝人，軍醫千葉博士（Dr・チバ）完成「音聲能量」（サウンドエナジー）理論。
  - 7月 原始惡魔シビル覺醒，鑽石武力小隊隊長金龍上尉遭到シビル吸收精神能量而脫離戰鬥，航空母艦為救援City7而被擊沉；巴洛塔艦隊欲強制使City7進行Fold跳躍，卻遭到巴薩拉的干擾而Fold跳躍至不明地點。
- 8月 City7的市長官邸遭到傑特拉帝恐怖份子占據；City7遭到即將熔融的恆星α1101的重力吸引而瀕臨毀滅，Battle7在危急時刻成功營救City7，City7回歸移民船團。
- 9月 音聲武力（サウンドフォース）小隊成立；Macross 7船團到達ラスク星，確認星球上的Macross 5船團全滅。Macross 7和ゲペルニッチ指揮的巴洛塔主力艦隊交戰，金龍隊長戰死，Macross 7船團被迫降落在ラクス星。千葉博士完成音聲能量系統（サウンドエナジーシステム），音聲武力小隊搭載音聲能量系統擊破原始惡魔兵器グラビル。
- 10月 原始惡魔ガビル、グラビル襲擊，新兵器「音聲推進器」開發完成擊破ガビル、グラビル；原始惡魔バルゴ與附庸襲擊Macross 7。
- 11月 「Jamming Birds」（ジャミングバーズ）成立，原始惡魔シビル被捕獲，而後被ギギル救出，巴薩拉被自己的歌產生疑問於是自我放逐到ラクス星流浪。
- 12月 發現原始文化遺跡，藉此確認原始惡魔真正身分；ギギル為保護シビル而死亡，ギギル的力量使バルゴ死亡、ラクス星毀滅，巴薩拉結束流浪回到Macross 7，救出部分糟囚禁的Macross 5市民。
- 2046年，
  - 1月 執行音聲防護罩對原始惡魔捕獲作戰，決定使用反應兵器對抗原始惡魔；Macross Galaxy從伊甸星出發。
  - 2月 「冰之行星特別攻擊隊」編成，ステルス級宇宙驅逐艦スターゲイザー號擔任誘餌，馬克斯艦長駕駛VF-22S展開特攻，スターゲイザー號遭擊沉，奪取巴洛塔艦後歸還。原始惡魔ゾムド和ゴラム覺醒，巴薩拉遭到シビル奪取精神能量而瀕危。千葉博士與Battle7艦橋的キム・サンローラン訂婚。對ゲペルニッチ最終決戰，巴薩拉奇蹟甦醒，由Battle7改造成的「音聲剋星」（サウンドバスター）投入實戰，原始惡魔因巴薩拉歌聲媒介而進化成能夠自行產生精神能源的新種族[註 6]，殘存進化後的原始惡魔飛往宇宙遙遠深處，巴洛塔戰爭（又稱原始惡魔戰爭）結束。

## 銀河動亂
- 2047年
  - 3月 巴薩拉開始無目的的流浪之旅，到達ゾラ星並遇到エルマ一家與銀河鯨魚，巴薩拉與盜獵銀河鯨魚組織戰鬥而瀕死，在ゾラ星特殊環境下奇蹟復元，盜獵組織被邊境巡邏隊逮捕，巴薩拉和銀河鯨魚精彩的演唱過招後離開ゾラ星繼續旅行。

- - 7月 銀河人氣五人組合「Milky Dools」（ミルキー・ドールズ）遭不明武裝集團綁架，統合軍派遣英靈殿級隱匿潛航攻擊航空母艦英靈殿Ⅲ號搭載VF-1Xplus、VF-4G、VF-11B、VF-17D、VF-19A、VF-22S前往オルフェウス星救援，首次發現謎機體フェイオスヴァルキリー。
  - 8月 「Milky Dolls」在Macross City舉辦慶祝救援成功大型演唱會。

（VF-X）
- 2048年 第117號大規模調查船團旗艦（旗艦SDF-4ブルーノ.J.グローバル號）遭遇Vajra襲擊而滅亡，奧茲馬·李收留認養了年幼的蘭花·李；Macross Frontier船團出發。
  - 10月 部分移民行星爆發了反統合軍運動，演變成爭取自治權而爆發獨立戰爭。
- 2050年 銀河系內廣闊移民，因種種問題導致殖民地與統合政府產生了嚴重摩擦，而距離遙遠管理不易使得暴動、恐怖攻擊、組織犯罪......頻頻發生，統和政府內部因和軍火企業クリティカルパス勾結把持並支持統合軍內部鷹派勢力ラクテンス崛起，成立特殊部隊進行鎮壓，而與遭壓迫的殖民地產生對立。
  - 5月 反統合軍組織ビンディランス與「黑虹」（ブラックレインボー）（Black Rainbow）興起，訴求為獨立自治，ラク統合軍集結王牌飛行員成立第727獨立戰隊VF-X，以CV-565 薩拉托加Ⅱ（サラトガⅡ）為母艦，天才型飛行員宙斯·福克上尉（エイジス・フォッカー）調入。
  - 8月 對宙斯進行適性試驗，發動Macross City奇襲作戰演習，作戰部隊代碼α。
  - 9月 進行任務《綠野仙蹤》，阻止黑虹對セフィーラ星增援作戰；護衛統合軍運輸艦エンバテーリオン，任務代號《魔笛》。
  - 10月 奪回被ビンディランス占據之恩德巴特星（エンデバルト）上的通訊基地「單面鏡」，任務代號《白雪公主》，擊毀フェイオスヴァルキリー；追蹤並殲滅ビンディランス運輸艦隊，任務代號《白鯨記》；第727獨立部隊隊長ギリアム・アングレート少校叛逃至ビンディランス，宙斯升任隊長。
  - 11月 進行ネバー星人質救援作戰，任務代號《彼得潘》；掃蕩範圍內黑虹殘餘勢力，任務代號《萬花嬉春》。
  - 12月 奇襲「伊甸3號星」上クリティカルパス的秘密工廠[註 7]，任務代號《木偶奇遇記》；破壞「包爾槍」星上空的雷射防御衛星，任務代號《國王與我》。
- 2051年 
  - 1月 進行對ビンディランス艦隊攻擊，任務代號《歡樂滿人間》；統合軍發動代號《錦城春色》的エンデバルト星域ビンディランス部隊攻擊任務；宙斯從ギリアム・アングレート處得知クリティカルパス對於統合軍內部的操控，以及力ラクテンス的獨裁壟斷與恐怖鎮壓，甚至違反禁令任意使用反應兵器，宙斯脫離統合軍加入ビンディランス；黑虹殘餘部隊加入ビンディランス。
  - 2月 ビンディランス發動代號《萬花錦繡》的統合軍莎莉絲基地破壞作戰；發動代號《窈窕淑女》作戰，宙斯與ギリアム雙機突破嚴密火網入侵Macross City破壞Macross中樞[註 8]，部分VF-X部隊成員轉投ビンディランス；《記得愛》作戰[註 9]，計畫破壞Macross13的廣域歌聲作戰系統，ギリアム戰死，宙斯擊VF-X指揮官ウィルバー・ガーランド，擊沉Macross13，力ラクテンス主力遭擊敗而結束戰鬥，後稱此為第二次統合戰爭。

（VF-X2）
- 2053年 格蕾絲·奧康納（グレイス・オコナー）在Macross Galaxy船團發表V型感染症研究及患者雪露·諾姆（シェリル・ノーム）
- 2055年 新統合軍名狙擊手潔西卡·布朗（ジェシカ・ブラン）[註 10]因誤擊殺直屬長官加上不倫戀，被懷疑涉嫌情殺而遭軍法審判，最後自殺。
- 2059年 Macross Frontier船團迎來了偶像歌手雪露・諾姆舉辦的銀河巡迴演唱會的最後一場

- 2060年 銀河邊境的溫德米爾王國宣佈向新統合軍政府發動獨立戰爭。
- 2067年 溫德米爾王國再度宣佈向新統合軍政府以及對銀河全域發動全面侵略戰爭。

## 平行故事
- 2090年代[註 11] 與傑特拉帝人（ゼントラーディ）的戰爭結束80年之後，地球即將遭到新的外星人馬爾杜克（マルドゥーク）（Marduk）侵襲；地球統合軍依照以往的成功模式，採用「明美攻擊」試圖擊退對方，卻驚訝的發現馬爾杜克軍也是利用歌聲驅使戰鬥部隊，且威力更勝過「明美攻擊」，地球遭遇到前所未有的危機。危急時伊絲蒂趕到並站在當年林明美所站的平台唱歌，藉由所有通信線路的傳播，終於感化了馬爾杜克軍。 馬爾杜克和地球人簽訂和平協議，馬爾杜克新的領導帶領著重新拾獲文化的同胞們啟程前往未知的宇宙彼端。